# Miranda Kerr
Pour les articles homonymes, voir Kerr.
Miranda Kerr, née le 20 avril 1983 à Sydney (Australie), est une top-model australienne.
En 2007, elle est la première mannequin australienne à rejoindre les Anges de Victoria's Secret. Connue pour ses fossettes, Kerr est l’un des mannequins les plus célèbres de la fin des années 2000.

## Biographie

### Enfance
Miranda May Kerr naît le 20 avril 1983 à Sydney et grandit dans la petite ville de Gunnedah en Nouvelle-Galles du Sud. Elle est la fille de Therese et John Kerr, et a un frère cadet, Matthew. Elle a des origines anglaises, écossaises et françaises. Ses parents s'installent à Brisbane quand elle est en âge d'aller à l'école, où elle étudie à la All Hallows' School, une école catholique réservée aux jeunes filles.
À l'âge de treize ans, elle remporte le concours de mannequinat Dolly Magazine/Impulse. En raison de son jeune âge, des photos où elle apparaît notamment en maillot de bain déclenchent une polémique relayée par les médias locaux, qui sont choqués par l'utilisation des jeunes filles dans la mode.
En 2000, elle obtient son diplôme de fin d'études. Elle a étudié la nutrition et la psychologie de la santé avant de poursuivre une carrière dans le mannequinat.

### Carrière
Miranda Kerr signe avec l'agence Chic Management à Sydney et devient très jeune exposée au grand public en prêtant son image à la marque de surf Billabong.
En 2003, elle signe chez Madison Models à Paris et réalise en tant que mannequin sa première campagne publicitaire en Europe : une publicité pour la marque française Ober Jeans. Cette campagne lui vaudra sa première parution dans la Créative Revue du Book Paris (l'index citant les plus prestigieuses campagnes publicitaires réalisées dans le monde)[source secondaire souhaitée].
En 2004, elle s'installe à New York et signe avec l'agence NEXT Model Management. Elle commence alors à défiler pour de nombreuses maisons : Levi's, Bettina Liano, Nicola Finetti, L.A.M.B, Heatherette, Betsey Johnson, Trelise Cooper, Jets, John Richmond, Blumarine Swimwear, Neiman Marcus, Seafolly Swimwear, Anna Molinari, Rock and Republic et Roberto Cavalli. Elle pose également pour les magazines Elle, Cosmopolitan, Vogue et Harper's Bazaar. Puis, elle apparaît dans des publicités télévisées pour des marques comme Portmans, dont elle est l'égérie, Bonds ou Veet.
En 2006, elle débute sur le marché américain en signant un contrat avec la marque de cosmétiques Maybelline. Par la suite, elle commence à travailler avec Victoria's Secret en posant pour la collection PINK de cette marque de lingerie.
En 2007, elle est le premier mannequins australien à rejoindre les Anges de Victoria's Secret. La même année, elle devient l'égérie des produits cosmétiques Clinique et de la marque du créateur australien David Jones (en). Elle apparaît également dans les magazines FHM, GQ, Harper's Bazaar, V Magazine ou Madison Magazine.
Depuis 2009, Miranda Kerr pose en couverture des magazines Rolling Stone (Australie), Ralph, Sunday magazine et GQ (Allemagne, États-Unis).
En octobre 2009, elle lance sa propre marque de cosmétiques bio Kora.
Elle est également photographiée par Terry Richardson à Bahia au Brésil pour le calendrier Pirelli de 2010.
En 2010, selon le magazine Forbes, elle est le neuvième mannequin le mieux payé au monde avec un salaire annuel estimé à 4 millions de dollars. La même année, elle défile pour Balenciaga, Prada, Chanel, Dior, Loewe et Lanvin et figure en couverture du Vogue Italia de septembre, puis pose enceinte pour le magazine W et pour le Vogue Australie.
Entre mai 2011 et mai 2012, d'après le magazine Forbes, elle est le septième mannequin le mieux payé au monde avec un salaire estimé à 4 millions de dollars.
En octobre 2012, Miranda Kerr est élue Femme la plus sexy du monde par le magazine Esquire. Elle devient également la nouvelle égérie publicitaire de la marque espagnole Mango pour la collection printemps-été 2013,. Elle possède sa statue de cire au musée Madame Tussauds à Sydney depuis 2012[source secondaire souhaitée].
Égérie de la marque David Jones de 2007 à 2012, Miranda ne renouvelle cependant pas son contrat en 2013. Elle met également fin la même année à son contrat avec Victoria's Secret,.
En 2013, Miranda Kerr se place à la deuxième place du classement Forbes des mannequins les mieux payés au monde, derrière Gisele Bündchen, grâce à un revenu annuel estimé à 7,2 millions de dollars.
La même année, elle devient également le visage de la marque de bijoux Swarovski.
En 2014, elle devient égérie des marques H&M et Wonderbra. Elle pose nue en couverture du GQ anglais, photographiée par Mario Testino.

### Autres projets
En 2006, elle apparaît avec Rosie Huntington-Whiteley et Selita Ebanks dans le clip musical Number One (en), premier single de l'album solo de Pharrell Williams (In My Mind).
Le 26 novembre 2007, elle apparaît en guest star dans un épisode de la série télévisée How I Met Your Mother avec les mannequins Alessandra Ambrosio, Selita Ebanks, Marisa Miller, Adriana Lima et Heidi Klum.
En 2014, elle enregistre un titre, You're the Boss (en), en duo avec Bobby Fox,. Il s'agit d'une reprise d'un single d'Elvis Presley et Ann-Margret dans le film L'Amour en quatrième vitesse (Viva Las Vegas). Le clip est diffusé le 4 mai de la même année.

### Vie privée

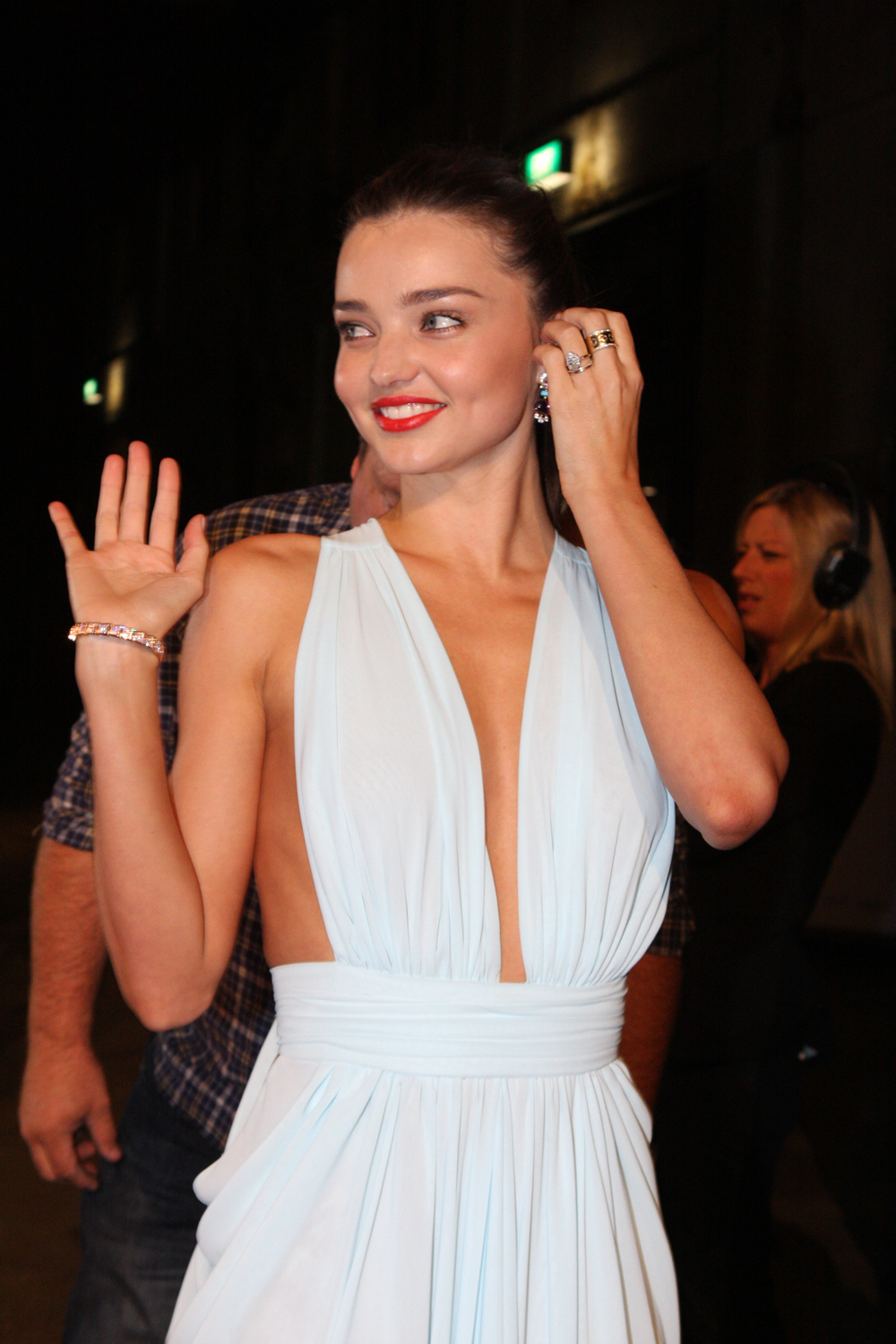
Miranda Kerr en 2013.

En 1998, alors âgée de 15 ans, Miranda Kerr perd son premier petit ami, Christopher, dans un accident de voiture. Son premier fils, né en 2011, porte ce prénom comme deuxième prénom, en hommage. 
En 2003, elle a fréquenté pendant six mois le banquier australien Adrian Camilleri. D'août 2003 à août 2007, elle a été en couple avec le mannequin et musicien australien Jay Lyon,. 
En novembre 2007, elle devient la compagne de l'acteur britannique Orlando Bloom. Ils se marient en juillet 2010. Ensemble, ils ont un fils né en janvier 2011. En octobre 2013, le couple annonce être séparé depuis plusieurs mois, et avoir demandé le divorce au bout de trois ans de mariage et six ans de vie commune. Leur divorce est prononcé en 2014. 
En fin d'année 2013, elle a brièvement fréquenté l'homme d'affaires australien milliardaire James Packer (en),. Au début de l'année 2014, elle compte dans son cercle d'amis le financier malaisien Jho Low (en), impliqué dans le scandale financier 1MDB. En 2017, la mannequin remet à la justice américaine les 8,1 millions de dollars de bijoux offerts par Jho Low , car ceux-ci ont été achetés avec de l’argent détourné. 
Depuis juin 2015, elle partage la vie de l'entrepreneur milliardaire américain Evan Spiegel, l'un des fondateurs de l'application Snapchat,. Ils se marient en mai 2017. Ensemble, ils ont trois fils, nés en mai 2018, en octobre 2019 et en février 2024. 